# Fusigobius pallidus
Fusigobius pallidus är en fiskart som först beskrevs av Randall 2001.  Fusigobius pallidus ingår i släktet Fusigobius och familjen smörbultsfiskar. Inga underarter finns listade i Catalogue of Life.